# Keppeki Danshi! Aoyama-kun
Keppeki Danshi! Aoyama-kun (潔癖男子！青山くん n.đ.: Chàng trai sạch sẽ! Aoyama-kun) là một bộ manga do Sakamoto Taku sáng tác. Manga được đăng trên tạp chí Seinen Weekly Young Jump của Shineisha từ năm 2014 và đã được 7 tập tankōbon. Bộ phim truyền hình anime do Studio Hibari điều chỉnh đã phát sóng từ ngày 2 tháng 7 năm 2017.

## Nội Dung
Chuyện kể về thiên tài bóng đá Aoyama của trường Fujimi, từng được gọi vào đội tuyển trẻ Nhật Bản. Phong cách chơi bóng của cậu là "sạch sẽ". Cậu ta không chạm bất cứ thứ gì nếu người khác chạm vào, hoặc nó bị bẩn ngoại trừ mang găng tay cao su.

## Nhân vật
Aoyama (青山)
Lồng tiếng bởi: Okiayu Ryotaro
Tên riêng của cậu không được tác giả tiết lộ. Một thiên tài bóng đá của trường Fujimi và là một người kỳ quái khi cậu cực kỳ ưa sạch sẽ.
Zaizen Kaoru (財前 かおる)
Lồng tiếng bởi: Seki Tomokazu
Một anh chàng đại gia, người đã từng là tiền đạo trước khi Aoyama đến
Gotō Moka (後藤 もか)
Lồng tiếng bởi: Haruno Anzu
Một cô gái yêu thầm Aoyama, là người trở thành hôn thê của Aoyama
Sakai Kazuma (坂井 一馬)
Lồng tiếng bởi: Hoshi Sōichirō
Một hậu vệ với phẩm chất của một nhà lãnh đạo
Tsukamoto Jin (塚本 仁)
Lồng tiếng bởi: Sakaguchi Daisuke
Yoshioka Taichi (吉岡 太一)
Lồng tiếng bởi: Yoshino Hiroyuki
Một người thích ăn uống
Ishikawa Gaku (石川 岳)
Lồng tiếng bởi: Sugiyama Noriaki
Người trong đội duy nhất có bạn gái
Tada Hikaru (多田 光)
Lồng tiếng bởi: Kishio Daisuke
Satō Kiyoshi (佐藤 清)
Lồng tiếng bởi: Hamano Daiki
Thủ môn tuyệt vời của đội
Takei Miwa (武井 美和)
Lồng tiếng bởi: Neya Michiko
HLV CLB Bóng đá Cao Trung Fujimi
Umeya Tsubasa (梅屋 翼)
Lồng tiếng bởi: Namikawa Daisuke
Ozaki Atsumu (尾崎 篤夢)
Lồng tiếng bởi: Morikubo Shotaro
Narita Shion (成田 紫苑)
Lồng tiếng bởi: Nojima Hirofumi
Odagiri Mio ()
Lồng tiếng bởi: Nakahara Mai
Tamura Yuri ()
Lồng tiếng bởi: Satou Rina
Takeshi Chiaki ()
Lồng tiếng bởi: Koyasu Takehito
Ibuki Seigo ()
Lồng tiếng bởi: Miki Shinichiro

## Sản Xuất

### Anime
Một bộ phim truyền hình anime do Studio Hibari thực hiện với sự chỉ đạo của Ichikawa Kazuya và Gotou Midori được phát sóng vào ngày 2 tháng 7 năm 2017. TMS Entertainment là nhà sản xuất anime này. Okiayu Ryotaro, Seki Tomokazu, Hoshi Sōichirō, Sakaguchi Daisuke, Yoshino Hiroyuki biểu diễn bài hát chủ đề kết thúc "Taiyō ga Kureta Kisetsu" dưới cái tên "Đội bóng đá trường Fujimi". Crunchyroll sẽ phát sóng anime.
| Tập | Tên Tập Phim                                                                                          | Ngày phát sóng |
| --- | --- | -------------- |
| 1   | "Aoyama-kun thích sạch đẹp" "Aoyama-kun wa kireizuki" (青山くんはキレイ好き)                          | 2/7/2017       |
| 2   | "Aoyama-kun có đang nhớ không?" "Aoyama-kun wa oboeteru?" (青山くんは覚えてる？)                      | 9/7/2017       |
| 3   | "Lý do Aoyama-kun không có mặt" "Aoyama-kun ga inai riyū" (青山くんがいない理由)                      | 16/7/2017      |
| 4   | "Narita-kun đang giữ bí mật" "Narita-kun wa himitsu ni shiteiru" (成田くんは秘密にしている)           | 23/7/2017      |
| 5   | "Tsukamoto-kun là sinh mệnh tấu hài" "Tsukamoto-kun wa uke ga inochi" (塚本くんはウケが命)            | 30/7/2017      |
| 6   | "Ozaki-kun có sự tự hào" "Ozaki-kun ni wa puraido ga aru" (尾崎くんにはプライドがある)                | 6/8/2017       |
| 7   | "Odagiri-san mãi mà không vào" "Odagiri-san wa nakanaka hairanai" (小田切さんはなかなか入らない)      | 13/8/2017      |
| 8   | "Umeya-kun rất kiên trì" "Umeya-kun wa nintai tsuyoi" (梅屋くんは忍耐強い)                            | 20/8/2017      |
| 9   | "Miwa-chan muốn tổ chức trại huấn luyện" "Miwa-chan wa gasshuku ga shitai" (美和ちゃんは合宿がしたい) | 27/8/2017      |
| 10  | "Aoyama-kun có nhiều bí mật" "Aoyama-kun wa himitsu ga ōi" (青山くんは秘密が多い)                     | 3/9/2017       |
| 11  | "Sakai-kun đã đổi kiểu tóc" "Sakai-kun no kamigata ga kawatta" (坂井くんの髪型が変わった)             | 10/9/2017      |
| 12  | "Lý do mà Aoyama-kun đã chọn" "Aoyama-kun no eranda riyū" (青山くんの選んだ理由)                      | 17/9/2017      |